# アドリ・ファンデルプール

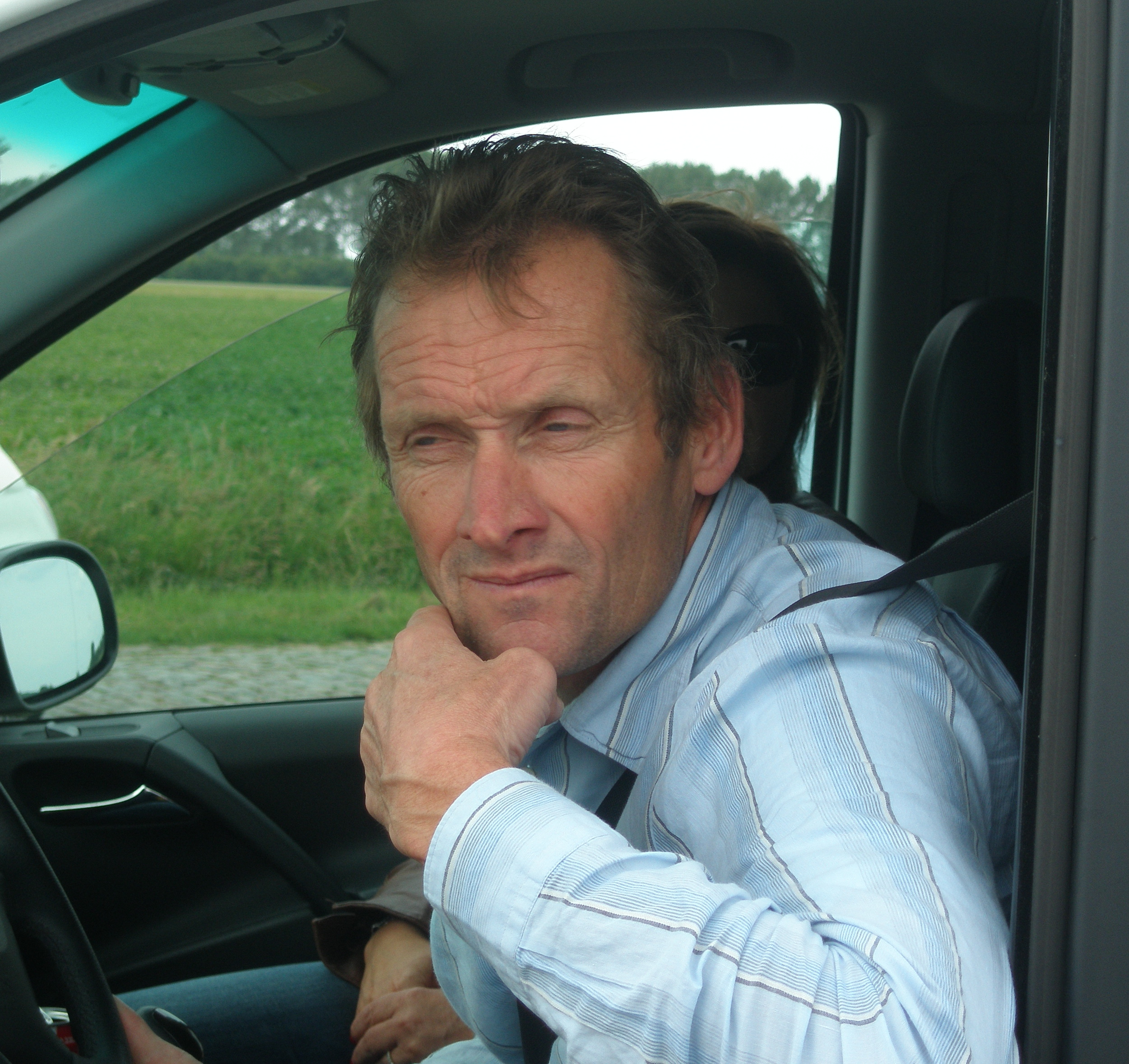
アドリ・ファンデルプール

アドリ・ファン・デル・プール（Adri van der Poel、1959年6月17日 - ）は、オランダ、ホーヘルハイデ出身の元自転車競技選手。本名は、アドリアヌス・アロイシウス・ヤコブス・ファン・デル・プール(Adrianus Aloysius Jacobus (Adri) van der Poel}。マチュー・ファン・デル・プールの父。 

## 経歴
ロードレースとシクロクロスの両方で世界選手権自転車競技大会においてメダルを獲得した実績を持つ。
ロードレースにおいては、ワンデーレース及びステージレースの区間優勝争いで実績を挙げ、シクロクロスでは、1996年のモントリオールの世界選手権を制した。2009年、生まれ故郷のホーヘルハイデで開催されたシクロクロス世界選手権では大会運営責任者を務めた。
また、レイモン・プリドールの義理の息子でもある。
1983年、禁止薬物のストリキニーネの使用を行っていたことが判明した。

## 主な実績
1981年
フレッシュ・ワロンヌ 2位
パリ〜ニース 総合2位
1982年
1st, チューリッヒ選手権 優勝
1983年
ロードレース世界選手権 2位
ジロ・ディ・ロンバルディア 3位
1984年
ティレーノ〜アドリアティコ ポイント賞
ツール・ド・フランス マイヨ・ジョーヌ1区間。
1985年
パリ〜ブリュッセル 優勝
クラシカ・サンセバスティアン 優勝
ブラバントス・パイル 優勝
ジロ・ディ・ロンバルディア 2位
シクロクロス世界選手権 2位
1986年
ロンド・ファン・フラーンデレン 優勝
リエージュ〜バストーニュ〜リエージュ 2位
パリ〜ルーベ 3位
チューリッヒ選手権 3位
1987
 シクロクロス国内選手権 優勝
 ロードレース国内選手権 優勝
グランプリ・ド・フルミー 優勝
GPカントン・アールガウ 優勝
ツール・ド・フランス 第9ステージ優勝
1988年
ツール・ド・フランス 第16ステージ優勝
リエージュ〜バストーニュ〜リエージュ 優勝
エトワール・ド・ベセージュ 総合優勝
シクロクロス世界選手権 2位
ロンド・ファン・フラーンデレン 3位
1989年
 シクロクロス国内選手権 優勝
シクロクロス世界選手権 2位
1990年
 シクロクロス国内選手権 優勝
アムステルゴールドレース 優勝
GP・カントン・アールガウ 優勝
シクロクロス世界選手権 2位
1991年
 シクロクロス国内選手権 優勝
シクロクロス世界選手権 2位
1992年
 シクロクロス国内選手権 優勝
シクロクロス世界選手権 3位
1995年
 シクロクロス国内選手権 優勝
1996年
 シクロクロス世界選手権 優勝
1996年-97年
シクロクロス・ワールドカップ 総合優勝
スーパープレスティージュ 総合優勝
1999年
 シクロクロス国内選手権 優勝